# Glázov
Glázov (—del ruso: Глазов— en udmurto: Глаз) es una ciudad rusa localizada en Udmurtia, al norte de su capital, Izhevsk. Se encuentra a la orilla del río Cheptsá, principal afluente del Viatka, que es un afluente del Kama, a su vez, afluente (el principal afluente) del Volga.

## Historia
Fue por primera vez mencionada en el siglo XVII como una villa, y obtuvo la categoría de ciudad en 1780. Durante la Guerra Civil Rusa, tuvo una importancia militar considerable, fue conquistada por Anatoly Pepelyayev y el general Aleksandr Kolchak el 2 de junio de 1919.

## Galería

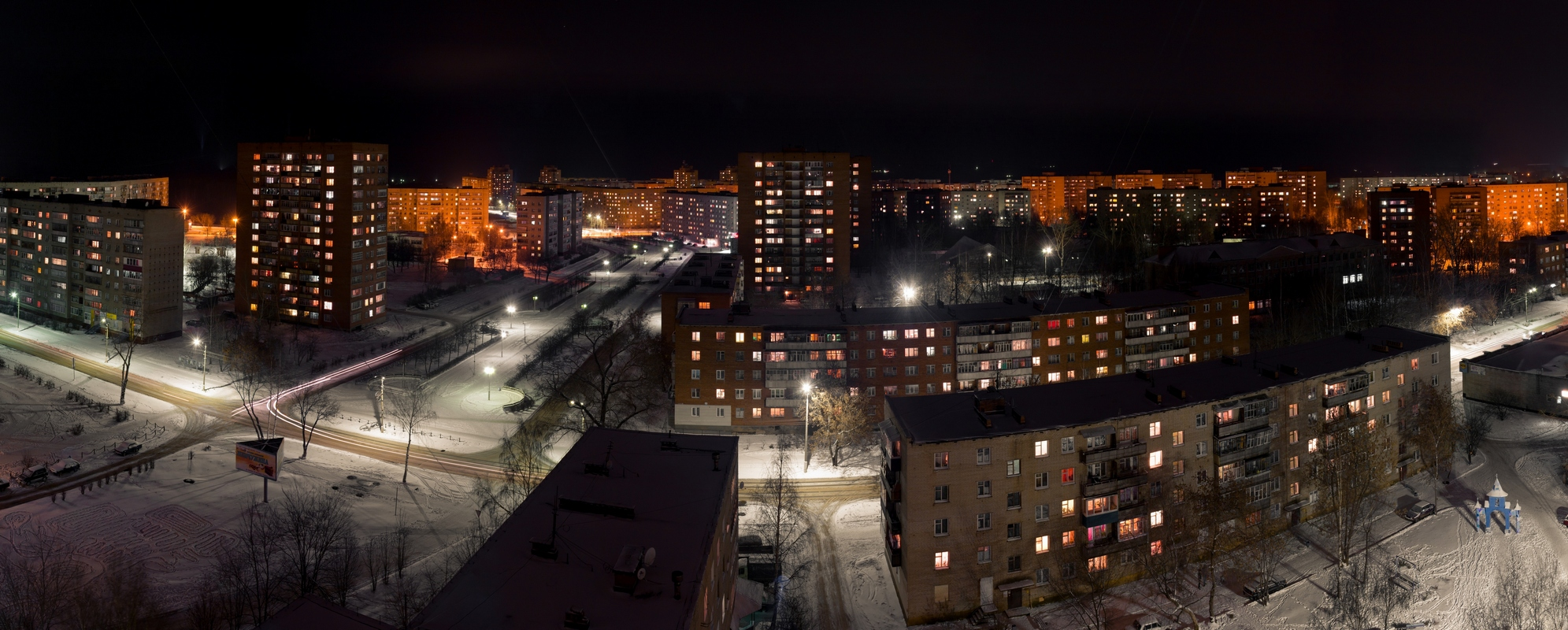
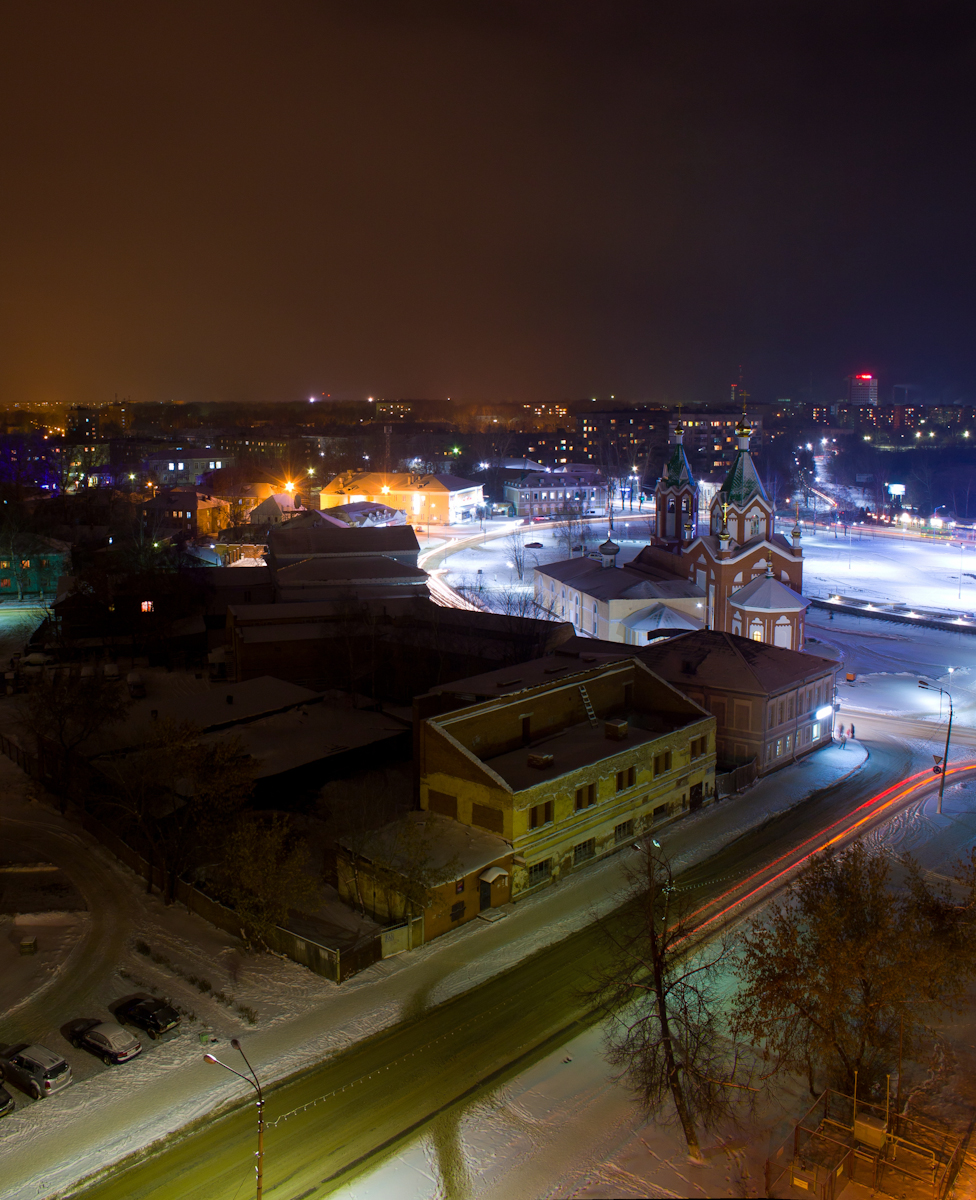
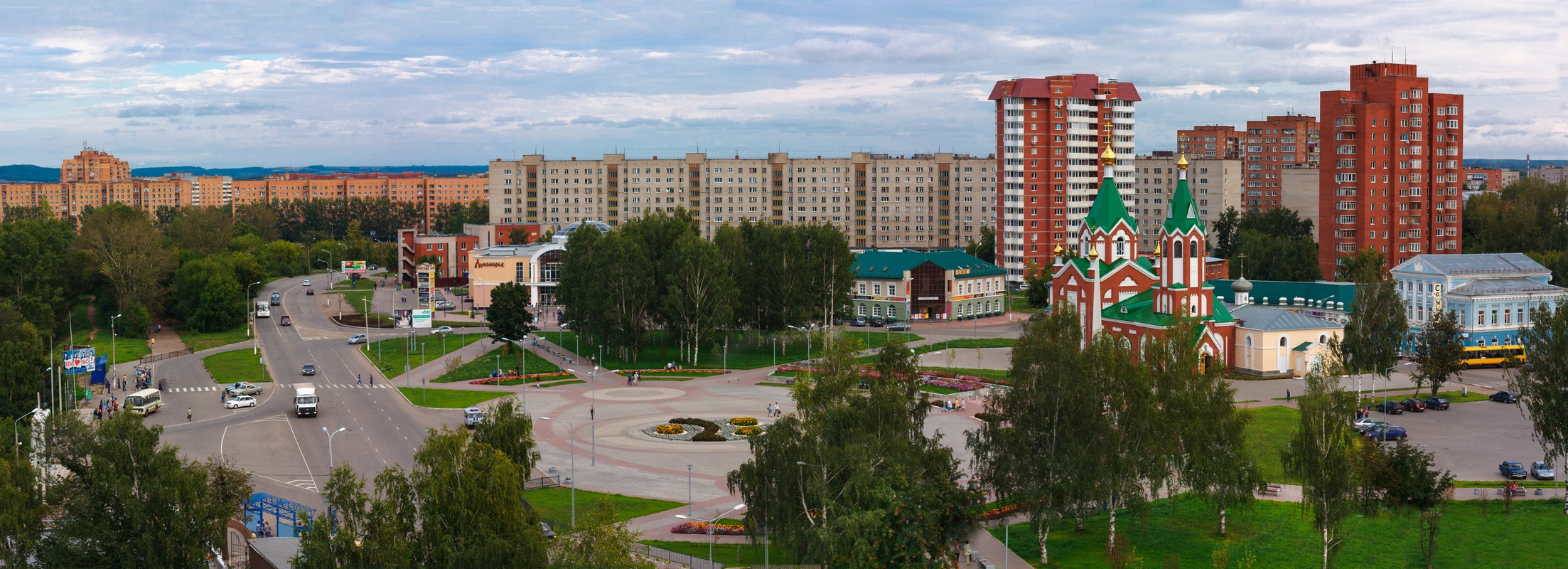
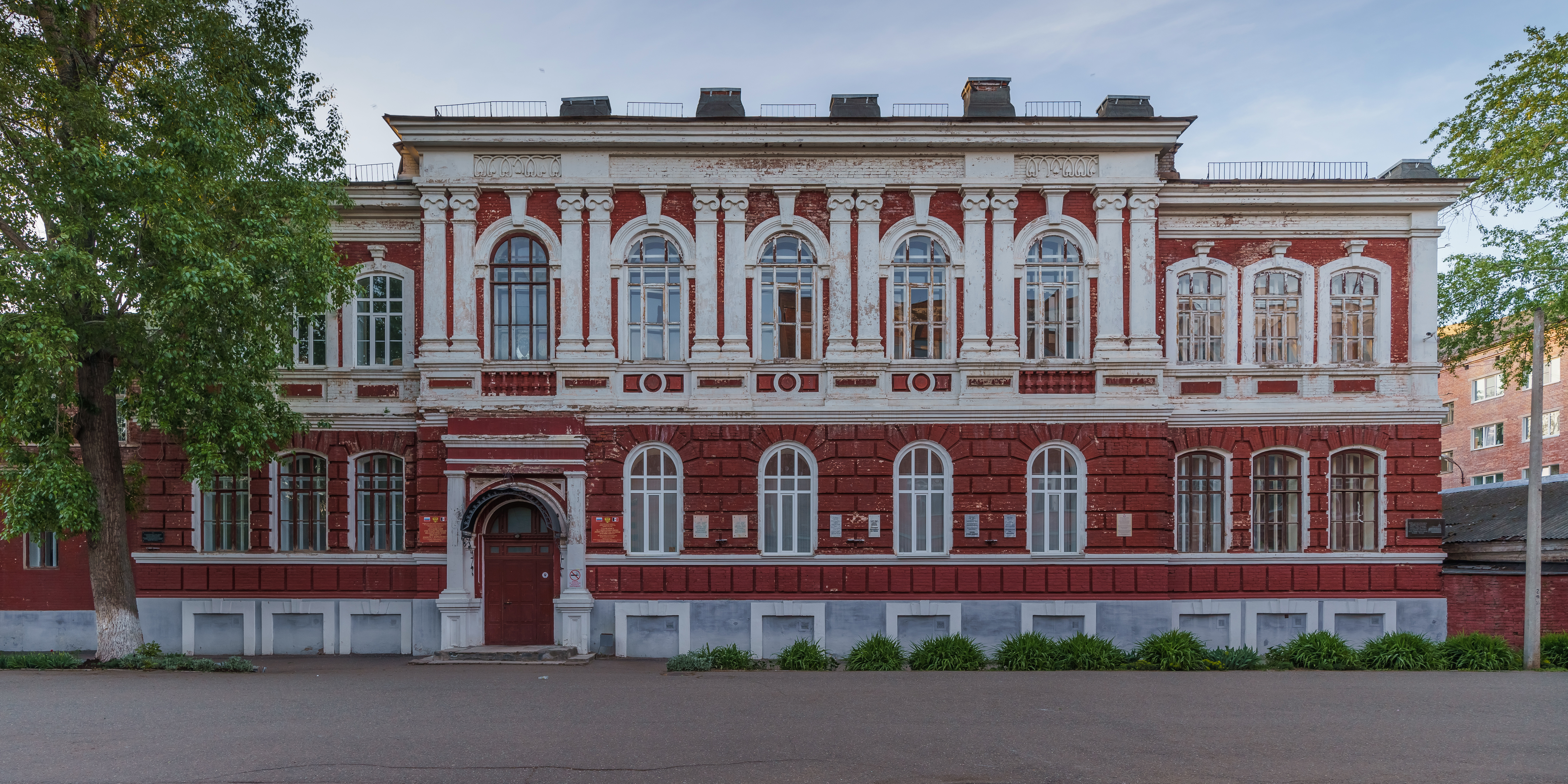
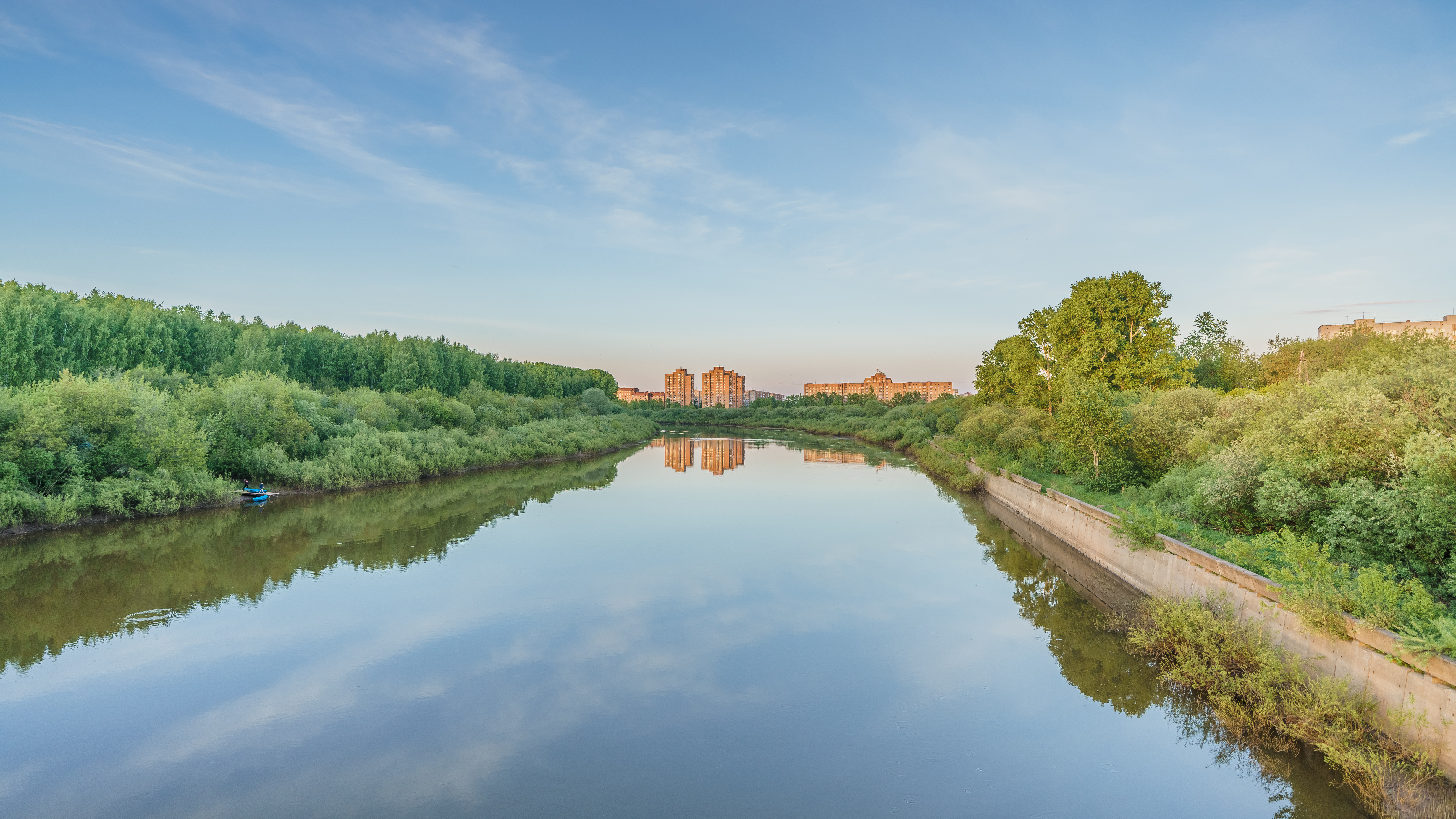

## Demografía
| Gráfica de evolución de Glázov entre 1897 y 2018 |
|                                                  |